# Bakloh
Bakloh (ou Bukloh selon l'orthographe archaïque) est une ville de cantonnement. C'est une station de montagne, à 4 584 pieds au-dessus du niveau de la mer, dans le district de Chamba dans l'état de l'Himachal Pradesh, en Inde. 

## Histoire
Bakloh et Balun, formant la garnison de Dalhousie, furent achetés, ainsi qu'un ruban de terre les reliant, en 1866 au Raja de Chamba pour un montant de 5000 roupies. Bakloh était destiné à devenir la garnison du 4e Régiment Goorkha, créé à Pithoragarh en 1857. Balun était destiné aux troupes britanniques. Bakloh est resté la « maison », le centre régimentaire et dépôt du 4e régiment gorkha (4th Goorkha Regiment, 4GR), connu comme le 4e régiment gorkha du Prince de Galles, pendant 82 ans, de 1866 à 1948,. Le 2/4 Gorkha fut créé à Bakloh le 22 avril 1886, le 3/4 Gorkha le 15 novembre 1940 et le 4/4 Gorkha le 15 mars 1941.  
En 1934, la piste de 5 km de long entre Bakloh et Tannu Hatti, sur la route de Dalhousie, fut transformée en route pour véhicules à moteur. La première voiture, appartenant au capitaine TDC Owens, est arrivée à Bakloh la même année. 

## 4 Régiment de fusiliers Gorkha à Bakloh

### Le 4GR Center déménage à Sabathu
À la suite de la partition de l'Inde, en 1947, les centres régimentaires de l'armée indienne sont réorganisés. Le centre régimentaire et dépôt du 4e régiment gorkha (4e GRRC), fut déplacé de Bakloh, d'abord à Dharamsala, dans le centre du 1er régiment de fusiliers gorkhas, puis à Chakrata, et enfin à Sabathu, Shimla Hills. À Sabathu, le 4e GRRC fusionne avec le 1er GRRC pour devenir le 14 Gorkha Training Center (14 CTG),,. 
À la suite du déménagement du 4e GRRC de Bakloh à Sabathu, le quartier général de l'armée indienne, à Delhi, à la demande d'officiers supérieurs de régiment, était prêt à envisager de stationner un bataillon du régiment à Bakloh pour s'occuper des retraités du régiment, propriété et veuves. L'idée d'installer un bataillon à Bakloh ne trouva néanmoins pas la faveur de tous et ne fut pas conservée. Les principales objections soulevées contre la désignation de Bakloh comme lieu de garnison pour le régiment étaient le manque d'installations éducatives et de sources de divertissement contrairement aux grandes villes. 
À la suite du déménagement du 4e GRRC à Sabathu, Bakloh a cessé d'être une garnison exclusive du 4e régiment de fusiliers gorkhas. Les casernes et les bungalows de 1/4 GR et 2/4 GR sont devenus des lieux de repos pour deux unités de la taille d'un bataillon où les unités d'infanterie tournent tous les deux ou trois ans. 

### Bataillons à Bakloh

#### 3/4 GR
En 1948, le 3/4 Gorkha (3/4 Gorkha Rifles , 3/4 GR), qui était à Jammu, fut déplacé à Bakloh pour y occuper le cantonnement, alors que le centre commençait à déménager. Alors que le 3/4 GR était à Bakloh, le major-général Walter David Alexander Lentaigne, CB, CBE, DSO, plus connu sous le nom de « Joe » Lentaigne, qui était alors le commandant du Collège d'état-major des forces de défense indiennes à Wellington dans les collines Niligri au Tamil Nadu et le colonel du 4e GRRC, visita Bakloh lors de sa tournée d'adieux. Il souhaitait également revoir le 3e bataillon, qu'il avait commandé pendant la campagne de Birmanie, dans le cadre des opérations Chindit, pendant la Seconde Guerre mondiale. Au cours de sa visite, il fit forte impression sur les jeunes officiers indiens. Tout en passant en revue la garde d'honneur, il parla avec les hommes en népalais, évoqua la guerre en Birmanie et reconnut ceux qui avaient servi avec lui pendant la guerre les appelant par leurs noms et, encore plus impressionnant, se souvenant de leur numéro de matricule. 

#### 5/4 GR
Le cinquième bataillon (5/4 GR) fut créé dans la caserne 1/4 GR à Bakloh, en 1963, par le lieutenant-colonel Ranjit Singh Chandel. Le bataillon, après trois ans à NEFA, est retourné à Bakloh pour un deuxième mandat en 1974. Le 5 juin 1976, le lieutenant-colonel V Rajaram, ancien du 3/4 GR, succéda au lieutenant-colonel Jayant Pawar, en tant que commandant. Lors de son second mandat à Bakloh, la réunion régimentaire eut lieu, en 1977. Après la réunion, le bataillon a déménagé au Jammu-et-Cachemire en 1977. Un grand nombre d'officiers, d'officiers subalternes (JCO) et d'hommes ont assisté à la réunion, y compris de nombreux officiers indiens et britanniques qui avaient servi à Bakloh avant que le 4e GRC ne soit transféré à Sabathu.

### Propriétés du4erégiment gorkha
Le 4e GRC possède plusieurs propriétés régimentaires historiques à Bakloh. Celles-ci incluent le 4 GR Memorial en bordure de l'ancien terrain de parade de la caserne 1/4 GR, la caserne Kharati, les casernes des veuves 1/4 GR et 2/4 GR, les mandirs et le bungalow Sealy du XIXe siècle, qui a brièvement abrité le jardin d'enfants du régiment, mais est maintenant à l'abandon. Les officiers supérieurs du régiment ont suggéré qu'il soit converti en centre de vacances.
Le bataillon résidant dans la garnison doit, parmi ses tâches, s'occuper des propriétés du régiment à Bakloh. En l'absence d'un bataillon du régiment, le Gorkha Sabha devrait s'occuper de ces propriétés pour lesquelles il reçoit un financement du régiment :pages 108–109. Pour assurer une meilleure prise en charge de ces derniers et d'autres « restes » régimentaires à Bakloh, il a été suggéré de les remettre au Gorkha Sabha de Bakloh, pour un meilleur entretien.

### Mémorial du souvenir
Un mémorial régimentaire « Pour commémorer la relation entre Bakloh et le 4e GR, c'est-à-dire la maison du 4e Gorkhas » a été construit à l'entrée du terrain de parade, en 2003. Le conseil de garnison de Bakloh a été chargé de son entretien  par le commandant général de la division Montagne. Depuis lors, des doutes ont surgi quant à l'engagement du Conseil de garnison de maintenir le mémorial, et il a été suggéré que le Gorkha Sabha soit enrôlé pour assurer ses soins et sa sécurité. 

### Mandirs régimentaires
Au fil des ans, le 4e fusiliers gorkha a construit plusieurs temples à Bakloh. Le premier temple, le 1/4 GR Mandir, fut construit par le 1/4 GR au XIXe siècle. Il est dédié à trois divinités : Shiva, Kali et Gorakh Nath. Ce Mandir est maintenu par le 1/4 GR et le 5/4 GR. Il fut rénové en 2012. Le premier temple Pujari du 1/4 GR était Pandit Neel Kanth. En 1890, le 2/4 GR construisit le mandir Kali-ka ou 2/4 GR mandir. Ce temple est actuellement entretenu par le Gorkha Sabha, Bakloh. En 1923, le mandir de Gorkh Nath fut construit. Le Gorakh Nath Mandir fut construit par le 2/4 GR entre janvier et avril 2000. Il fut inauguré par le commandant du bataillon, le colonel Batabyal le 18 avril 2000. 

#### Lokeshwar Mandir
Le Lokeshwar Mandir fut inauguré à Shivratri le 18 février 1947, en présence d'un grand nombre de personnes. Le temple a été inspiré et conçu par Agam Gurung. Il a été construit en 1946 avec des matériaux locaux, dans le style des temples du Népal, avec un toit à trois niveaux, par des hommes démobilisés et en attente de libération après la Seconde Guerre mondiale. Il est situé sur le chemin menant à Dalhousie, au-dessous du First Four Bazaar. Le temple contient des plaques commémoratives avec les noms des personnes tuées pendant la Seconde Guerre mondiale. Jusqu'à la construction du nouveau mandir régimentaire en 2008, celui-ci était considéré comme le Mandir régimentaire principal et le plus sacré, à Bakloh, utilisé pour Sansari Pooja. La pooja du centenaire du régiment en 1957 fut effectuée dans ce mandir. Elle était entretenue par les contributions annuelles des bataillons du régiment. Cependant, au fil des ans, son entretien fut négligé. Il perdit ses fidèles en raison, entre autres, de son éloignement relatif,,. Le 2/4 GR après son retour de la Force intérimaire des Nations Unies au Liban (FINUL), en 2000, effectua les réparations et la rénovation de Shri Guru Gorakhnath Mandir. La réparation et la rénovation furent dirigées par le Subedar Major Dhan Bahadur Rana et exécutées par le commandant de peloton / pionnier Subedar Indra Bahadur Gurung. Le mandir rénové fut inauguré par le lieutenant-général Ashok Chakki, colonel commandant, 4GR, en juillet 2001. 

#### 4GR Gorakh Nath Regimental Mandir
Malgré les nombreux mandirs régimentaires à Bakloh, en mai 2007, le colonel du régiment et le commandant du centre ont décidé de construire un autre mandir. Le nouveau mandir, désigné sous le nom de 4GR Gorakh Nath Regimental Mandir, fut construit en quatre mois de décembre 2007 à avril 2008, sous la supervision de M. Swaminathan, du Tamil Nadu, et de Naib Subedar Sher Bahadur Thapa, qui a reçu une lettre de félicitations par le commandant de l'armée de terre pour son travail dans la construction du nouveau mandir. Le nouveau mandir est situé au-dessus et à droite du mandir de Kalimata. Le nouveau mandir régimentaire a été officiellement inauguré le 22 avril 2008, avec beaucoup de fastes, par le lieutenant-général TK Sapru, GOC, en présence de tous les commandants, Subedar-Majors et religieux du régiment. 

#### Shobha Yatra annuel
Chaque année en avril, un Shobha yatra (pèlerinage), auquel participent un grand nombre d'anciens militaires, part du Guru Gorakh Nath Mandir. Le yatra fait le tour de Bakloh, couvrant une distance d'environ 10 kilomètres. Du 19 au 22 avril de chaque année, la Puja se déroule au Guru Gorakh Nath Mandir, au Sansari Mandir et au Kali Mata Mandir. Le dernier jour du programme de la puja, une puja régimentaire combinée a lieu à Guru Gorakh Nath Mandir. Le format des célébrations des Pooja est émis par le commandant du 14 GTC en tant que procédure opérationnelle permanente (SOP). En plus des anciens militaires, de petits contingents de puja de chacun des cinq bataillons et du 14 GTC participent également à l'événement. Ces célébrations sont suivies d'un barakhana pour les anciens militaires et leurs familles,. 

## Bureau de garnison
Le cantonnement de Bakloh a été créé en 1866. Il s'agit d'un cantonnement de catégorie IV. Le conseil d'administration est composé de quatre membres, dont deux membres élus. 

## Gorkha Sabha, Bakloh
Le Gorkha Sabha (conseil) a été créé en 1933. Le Sabha, faute d'espace de bureau et de patronage, après environ un an d'existence, est devenu inactif. En 1953, sous la présidence du lieutenant honoraire Babar Singh, SB, OBI, il a été relancé. En 2008, le Sabha a célébré son jubilé de platine. 

### Organisation
La majorité des retraités de Gorkha à Bakloh sont issus du 4e Gorkha Rifles. Le Gorkha Sabha, Bakloh, est un organisme représentatif de tous les Gorkhas de Bakloh, y compris les anciens militaires de Gorkha (ESM) et leurs familles. Le Gorkha Sabha est une organisation «sœur» de l'Association de bien-être des anciens militaires de l'Horkac Pradesh (HP) Gorkha, Bakloh. Le Gorkha Sabha, Bakloh, a des relations étroites avec le Gorkha Sabha, Dharamsala, et l'Association Gorkh d'Himachal et Punjab, Dharamsala, la seule autre association de bien-être Gorkha ESM en Himachal Pradesh. L'Association des anciens Gorkha du Himachal Pradesh, Bakloh, est enregistrée et fait partie de l'Association indienne des amicales d'anciens combattants (All India Ex-Serviceman's Welfare Association ou AIGEWA), Dehradun. 

### Présidents
Le premier président du Gorkha Sabha Bakloh était le capitaine Ranu Thapa. Le Gorkha Sabha depuis sa création en 1933 a eu 19 présidents. Le Subedar Major et capitaine honoraire Gagan Singh, Gurung, a été élu président du Sabha le 31 décembre 2011. En 2012, le lieutenant Hony Vijay Kumar Gurung, 8 GR lui a succédé. 

### Adhésion
En 2013, le Gorka Sabha comptait 483 membres. Ils appartenaient à 14 régiments et corps de l'armée indienne comme suit : 1 GR (30), 3 GR (5), 4 GR (374), 8 GR (10), 9 GR (4), 11 GR (5), Garhwal Rifles (en) (2), Jammu and Kashmir Rifles (en) (2)0, EME (4), régiment parachutiste (5), régiment de transmissions (3), Corps de Police miltiaire (2) et unité de renseignement (5). 

### Fonctions et attentes
- Le président de la Gorkha Sabah, Bakloh, en tant que représentant et porte-parole des retraités gurkhas à Bakhlo fait l'interface avec le 14 Gorkha Training Center, les 5 bataillons ainsi que l'association des anciens du 4 GR en Grande-Bretagne.
- Le président de la Gorkha Sabah, en tant que représentant des anciens combattants, est chargé de représenter leurs intérêts ainsi que ceux de leurs familles auprès de l'AIGEWA et des autres agences et services de l'État chargés des actions sociales. Il prend part à l'assemblée générale annuelle de l'AIGEWA et vote pour l'élection de son président.
- La Gorkha Sabah représente aussi le régiment à Bakloh et est chargé de la préservation de sa mémoire et de ses intérêts. Elle reçoit des subsides du 4GR pour l'entretien des bâtiments.
- Le président de la Gorkha Sabah rédige un rapport annuel intitulé News from Bakloh qui est publié dans la newsletter de l'association des anciens du 4GR. Les News from Bakloh présente généralement un résume des actions de la Gorkha Sabah, les activités de ses membres et ses problèmes. Dans l'édition de 2012, le président mentionnait que le « Bakloh avait été oublié par le régiment » et que « Bakloh se développait bien jour après jour ».

La direction de la Gorkha Sabha a souvent été mise en cause pour son manque de leadership, en particulier pour motiver les retraités à participer à des projets communautaires d'entraide, à mobiliser des fonds pour ses activités, à entretenir avec rigueur les propriétés régimentaires. Un ancien commandant de 2/4 Gorkha Rifles, en 2011, a écrit que ses tentatives dans les années 80 pour améliorer les conditions des anciens combattants n'avaient pas progressé et que les retraités étaient réticents à s'engager pour entreprendre des projets. Un autre officier supérieur du régiment, en 2011, observa que la Gorkha Sabha est une maison divisée avec «divers intervenants (de différents régiments tirant dans des directions différentes)». 

### Buts et objectifs
La Gorkha Sabha reçoit une aide financière du gouvernement indien pour des activités de bien-être, notamment l'octroi de bourses et de bourses aux personnes à charge méritantes pour les anciens militaires. Elle organise aussi des cours de coaching et de formation professionnelle dans divers domaines. En outre, elle assure la liaison avec les bureaux d'enregistrement respectifs pour résoudre les problèmes de pension, obtenir une aide financière de l'AIGEWA et du conseil d'administration de Zila Sainik à Chamba, et organiser l'émission de cartes à puce pour cantine et l'ECHS. 

## Écoles
La première école de Bakloh fut créée par le centre régimentaire et dépôt du 4e régiment gorkha pour dispenser une éducation aux soldats, aux recrues et aux enfants des soldats et des retraités. En 1877, la 4 Gurkhas Regimental School, comptait 56 élèves. L'inspecteur de l'éducation, cette année-là, dans son rapport annuel, notait que les progrès n'étaient « pas très satisfaisants » et que des améliorations étaient attendues après le retour du maître qui avait été envoyé à Umballa, pour « un cours d'instruction en l'école militaire normale ». Même après le déménagement du 4 GRRC de Bakloh à Sabathu, les bataillons du régiment, quand ils se sont installés à Bakloh, ont bien entendu dirigé une école primaire pour les enfants et personnes à charge des retraités. Cette tradition fut poursuivie par des unités d'autres régiments. En 2012, 18 Dogras dirigeaient une école primaire jusqu'à la classe 5 :pages 181. 

### Kendriya Vidyalaya
À la demande de l'armée, le sanghtan Kendriya Vidyalaya a ouvert en octobre 1982 un Kendriya Vidyalaya (école centrale), affilié au Conseil central de l'enseignement secondaire, dans le canton de Bakloh. L'école a des classes 1 à 12. Le président de l'école est le commandant de la 323e Brigade de montagne. 

### École secondaire supérieure
L'École secondaire supérieure du gouvernement, affiliée au Himachal Pradesh Board of Education, est située à Kakira, Chamba (HP). C'est un grand bâtiment sur un grand terrain, ce qui en fait une plaque tournante pour diverses activités pour les villages et villes environnants. 

## Démographie
La population de Bakloh en 1881 était de 1479 (1300 hindous, 13 sikhs, 154 musulmans et 12 autres). 120 ans plus tard, en 2001, selon le recensement officiel, la population était de 1810 ; avec un ratio de sexe négatif inexpliqué de 55% d'hommes et 45% de femmes. Le taux d'alphabétisation moyen à 83% est supérieur à la moyenne nationale de 59,5%. 

## Tourisme
Bakloh a un climat tempéré toute l'année, d'excellentes pistes de randonnée, des bâtiments patrimoniaux, de charmants vieux bazars et des temples. Pourtant, il reçoit peu de visiteurs. 

### Livres
- (en) MJ Fueller, Tales from Bakloh, Antony Rowe Limited., 2007 (ISBN 978-1-905200-61-0)
- (en) Ranald Macdonell, Marcus Macaulay, J. N. Mackay, History of the 4th Gorkha Rifles, vol. IV, 1947-1971, Delhi, 1985Les auteurs sont des officiers supérieurs à la retraite du régiment. C'est une source fiable et très vérifiée sur l'histoire contemporaine du régiment et de ses cinq bataillons.
- (en) Ronald Macdonell, Marcus Macauley (ill. lieutenant-colonel CG Borrowman), A History Of The Fourth Prince Of Wales's Own Gurkha Rifles, vol. I & II, Édimbourg et Londres, William Blackwood, 1940250 exemplaires publiés
- (en) J. N. Mackay (ill. lieutenant-colonel CG Borrowman), History of the 4th Prince of Wales's Own Gurkha Rifles, vol. III, Londres, William Blackwood, 1952350 exemplaires publiés. Ce sont des histoires sentimentales du régiment Raj. Malgré l'historicité motivée de l'histoire en trois volumes des 4e fusils Gurkha du prince de Galles, ceux-ci restent une excellente source sur l'histoire de Bakloh, les bataillons du régiment, et sur la vie régimentaire dans les 4 fusils Gorkha, de 1857 à 1948.

- (en) John Masters, Bugles and a Tiger: My Life in the Gurkhas, Cassell & Company, 2002 (ISBN 978-0-304-36156-4).

### Revues et newsletters
- Negi, Brig (Retd), RPS. éd. Fourth Gorkha Rifles Officer's Association, News Letter, Inde. Numéro 1-35 , (en anglais, hindi et népalais).
- La Fourth Gorkha Officers Association Newsletter est publiée chaque année. Elle contient des articles et des rapports sur les activités et les réalisations des unités du régiment. Il comprend également des nouvelles des retraités du 4GR et du Gorkha Sabha, l'organe représentatif de 4GR et d'autres retraités, à Bakloh et Dharamsala.